# José Ángel César
José Ángel César (Cuba, 3 de enero de 1978) es un atleta cubano retirado, especializado en la prueba de 4 x 100 m en la que llegó a ser medallista de bronce olímpico en 2000.

## Carrera deportiva
En los JJ. OO. de Sídney 2000 ganó la medalla de bronce en los relevos 4 x 100 metros, con un tiempo de 38.04 segundos, tras Estados Unidos y Brasil, siendo sus compañeros de equipo: Iván García, Freddy Mayola y Luis Alberto Pérez.